# Uruguay en los Juegos Paralímpicos de Sídney 2000
Uruguay estuvo representado en los Juegos Paralímpicos de Sídney 2000 por dos deportistas, un hombre y una mujer. El equipo paralímpico uruguayo no obtuvo ninguna medalla en estos Juegos.